# Barcillonnette (tổng)
Tổng Barcillonnette là một tổng ở tỉnh Hautes-Alpes trong vùng Provence-Alpes-Côte d'Azur.

## Địa lý
Tổng này được tổ chức xung quanh Barcillonnette thuộc quận Gap. Độ cao thay đổi từ 545 m (Vitrolles) đến 1 830 m (Esparron) với độ cao trung bình 872 m.

## Hành chính
| Giai đoạn | Ủy viên        | Đảng | Tư cách |
| --------- | -------------- | ---- | ------- |
| 2008-2014 | Rémi Costorier | DVD  |         |
| 2001-2008 | Rémi Costorier | DVD  |         |

## Các đơn vị cấp dưới
Tổng Barcillonnette gồm 3 xã với dân số là 270 người (điều tra năm 1999, dân số không tính trùng)
| Xã             | Dân số | Mã bưu chính | Mã insee |
| -------------- | ------ | ------------ | -------- |
| Barcillonnette | 104    | 05110        | 05013    |
| Esparron       | 27     | 05110        | 05049    |
| Vitrolles      | 139    | 05110        | 05184    |

## Biến động dân số
| 1962                                                     | 1968 | 1975 | 1982 | 1990 | 1999 |
| -------------------------------------------------------- | ---- | ---- | ---- | ---- | ---- |
| 304                                                      | 318  | 277  | 250  | 264  | 270  |
| Nombre retenu à partir de 1962 : dân số không tính trùng |      |      |      |      |      |